# Marco Pacuvio
Marco Pacuvio (en latín, Marcus Pacuvius; 220-130 a. C.) fue un autor trágico romano, considerado el más grande de la República romana.

## Biografía
Marco Pacuvio nació en el año 220 a. C. en Brindisi, que era colonia romana desde el año 244 a. C. Murió en Tarento poco antes del año 130 a. C.
Tiene un nombre gentilicio osco. Era sobrino del poeta romano Q. Ennio , ya que este era hermano de su madre. Pacuvio trabajó en Roma a partir del 200 a. C.como pintor, siendo uno de los primeros romanos en practicar este arte  y, como poeta, la primera doble vocación en Roma. Su producción literaria se limita a la tragedia y a las praetextae. La praetexta Paullus hace pensar que tuviese un trato con Paulo Emilio, un famoso general y político romano que obtuvo la gran victoria de Pidna en el año 168 a. C. ,poniendo fin a la tercera guerra macedónica. A partir de Cicerón se arguye que Pacuvio tenía relaciones con el círculo de los Escipiones. En la edad tardía se retira por motivos de salud a Tarento, donde le habría hecho una visita su sucesor espiritual Lucio Accio. El epitafio que Gelio atribuye al propio Pacuvio, es de una amable simplicidad y modestia. De él quizá se puede deducir que la posición social del poeta es ya menos contestada y menos discutida que en la época de los primeros pioneros. Pacuvio obtiene reconocimiento tanto en vida como entre los venideros. Es posible que su parentesco con Q. Ennio hubiese facilitado el comienzo de su carrera.

## Obras
Las obras de Pacuvio son exclusivamente tragedias, aunque se sabe que él compuso satíricas. Escribió relativamente poco, si su actividad es comparada a la de Ennio y Accio. Se conocen 12 títulos de cothurnatae y 365 fragmentos de unos 450 versos. 
Tragedias (documentadas y conocidas en la antigüedad):
- Antiope: trata del mito de una madre, Antiope, que fue salvada por Anfión y Zeto, los gemelos que tuvo con Júpiter.

- Armorum iudicium: la disputa entre Áyax y Ulises para ver quién obtiene las armas de Aquiles.

- Chryses: nombre del sacerdote de Apolo en la Ilíada. En esta tragedia Orestes y Pílades mantienen una disputa para determinar quién mostraría mayor nobleza a la cara de la muerte.

- Dulorestes: “Orestes el esclavo”, es decir, Orestes se disfraza de esclavo para así vengarse de Clitemnestra y Egisto, los asesinos de su padre Agamenón.

- Hermiona: el drama de Hermíone, hija de Helena y Menelao, que fue dada en matrimonio a Neoptólemo después de haber prometida a Orestes.

- Iliona: en esta obra, Ilione, la mayor de los hijos de Príamo y casada con Polimestor, el rey de Tracia, intercambia a su hermano Polidoro, a quien Príamo le ha confiado, por Deipilo, el hijo que tiene con Polimestor. Este, siendo un aliado de los griegos, mata a su propio hijo, pensando que es el hijo de Príamo.

- Niptra: “El baño”. Trata, como en el canto XIX de la Odisea, de cómo la nodriza le lava el pie a Ulises, quien ha vuelto a Ítaca como un desconocido extranjero. Telégono, hijo de Ulises y Circe, habiendo ido a Ítaca en busca de su padre, mata a su padre antes de reconocerlo.

- Teucer: esta obra trata de Teucro, a quien su padre condena al exilio por haber vuelto a Salamina sin su hermano Áyax.

Otras obras atribuidas a este autor son:
- Atalanta

- Medus

- Pentheus

- Periboea

- Thyestes

- Orestes

- Protesilaus

Praetexta:
- Paullus

Varia:
- Saturae